# Godecz
Godecz (bułg. Годеч) – miasto w Bułgarii, w obwodzie sofijskim, siedziba gminy Godecz. W 2019 roku liczyło 3 872 mieszkańców.